# Cernay (Alto Rin)
Cernay (en alemán, Sennheim) es una comuna francesa situada en la circunscripción administrativa de Alto Rin y, desde el 1 de enero de 2021, en el territorio de la Colectividad Europea de Alsacia, en la región de Gran Este.
Forma parte del área de atracción de Mulhouse.

## Demografía
| 8372 | 8563 | 9342 | 10 208 | 10 313 | 10 446 | 11 745 |
| Para los censos de 1962 a 1999 la población legal corresponde a la población sin duplicidades (Fuente: INSEE [Consultar]) |      |      |        |        |        |        |

## Patrimonio
- Puerta medieval llamada Porte de Thann, del siglo XIII, catalogada como monumento histórico de Francia.
- Iglesia Saint-Étienne, de estilo neogótico, reconstruida en 1925.